# Ulrike Richter
Ulrike Richter (Görlitz, 17 giugno 1959) è un'ex nuotatrice tedesca.
Specializzata nelle gare a dorso, vinse tre medaglie d'oro alle Olimpiadi di Montreal nel 1976, nei 100 e 200 dorso e nella staffetta 4x100 mista. Tra il 1973 e il 1975 vinse anche 4 ori ai mondiali e 4 agli europei, nelle stesse specialità.
Nel 1983 venne inserita nella International Swimming Hall of Fame.
Come per altre atlete olimpioniche della Germania est, come ad esempio la Ender e la Pollack, anni più tardi i suoi risultati furono messi in dubbio per le confessioni di rappresentanti della squadra di nuoto della DDR, che ammisero di avere somministrato sistematicamente steroidi alle loro atlete in passato.